# Atemskala
Die Atemskala (nach Bienstein) ist ein im Jahre 2000 von der deutschen Pflegewissenschaftlerin Christel Bienstein geschaffene Assessmentskala zur Erfassung, Einschätzung und Dokumentation der Atemsituation eines Patienten.
Bei der Pflegeanamnese bespricht die Pflegekraft mit dem Patienten die einzelnen Beobachtungskriterien. Jedem Kriterium wird eine Punktezahl zugeordnet. Aus der Gesamtpunktezahl (0 bis 45) ergibt sich das Risiko einer Lungenentzündung.  Sobald sich der Zustand des Patienten ändert, schätzt die Pflegekraft mit Hilfe dieser Skala seine Atemsituation neu ein. Eine wissenschaftliche Rezeption oder Evaluierung besteht nicht, obgleich die Skala auch Bestandteil der Pflegeausbildung ist.
Erfasst werden mit jeweils 0 bis drei Punkten:
- Compliance
- vorliegende Lungenerkrankung
- bereits durchgemachte Lungenerkrankung
- Abwehrschwäche
- manipulative orotracheale Maßnahmen wie die Intubation
- Rauchen, auch Passivrauchen
- Schmerzen
- Schluckstörungen
- Einschränkungen der Mobilität
- lungengefährdender Beruf, der z. B. zur Staublunge führen kann
- Intubationsnarkose
- Bewusstseinseinschränkungen
- Atemtiefe
- Atemfrequenz
- atemdämpfende Medikamente wie beispielsweise Opiate

Patienten mit weniger als sieben Punkten werden als „nicht gefährdet“, mit sieben bis
fünfzehn Punkten als „gefährdet“ und darüber als „hochgradig gefährdet“ eingestuft.